# Makiawelizm (psychologia)
Makiawelizm (od nazwiska włoskiego filozofa Machiavellego) – cecha osobowości, polegająca m.in. na braku uczuć wyższych, instrumentalnym traktowaniu innych i chłodnych relacjach interpersonalnych.
Osoby z tą cechą osobowości często manipulują innymi, chcąc osiągnąć zyski tylko dla siebie. Nie liczą się z potrzebami partnerów interakcji. Są nieufni i lekceważący.